# Supla

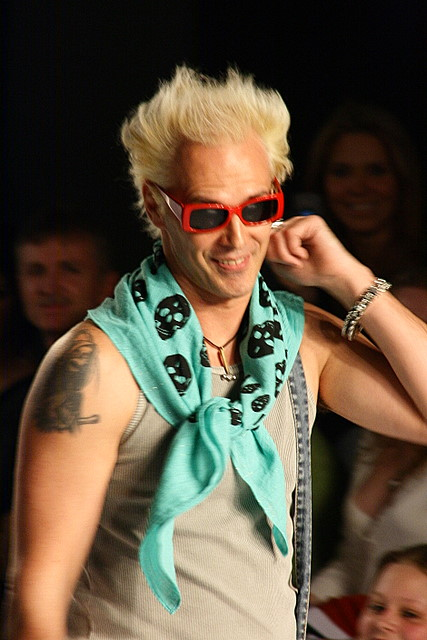
Supla

Supla (* 2. April 1966 in São Paulo), Künstlername von Eduardo Smith de Vasconcelos Suplicy, ist ein brasilianischer Sänger, Schauspieler und Moderator des brasilianischen Fernsehens. Er ist der Sohn von Marta Suplicy, ehemalige Bürgermeisterin von São Paulo und Ministerin für Tourismus und von Eduardo Matarazzo Suplicy, Wirtschaftswissenschaftler und Politiker.
Berühmt wurde Supla im deutschen Sprachraum vor allem durch eine Liaison mit Nina Hagen, aus der 1985 das Lied Garota de Berlim hervorging. Eine Anspielung an das von dem Brasilianer Antônio Carlos Jobim 1962 komponierte Original Garota de Ipanema.

## Diskografie
- I like Sex (1989)
- Motocicleta Endiabrada (1989)
- Encoleirado (1991)
- Psycho 69 (1995)
- Charada Brasileiro (2000)
- Político e Pirata (2002)
- Bossa Furiosa (2003)
- Menina Mulher (2004)
- Supla Só Na Loucura (DVD) (2005)
- Vicious (2006)

## Filmografie
- O Poeta Da Vila
- Sua Excelência O Candidato
- Rock Estrela
- Nas Duas Almas
- A Agenda
- Uma Escola Atrapalhada
- O Segredo Dos Golfinhos
- Viva Voz